# Francesco Pianzola

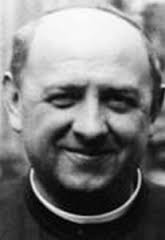
Francesco Pianzola

Francesco Pianzola (* 5. Oktober 1881 in Sartirana Lomellina, Italien; † 4. Juni 1943 in Mortara (Lombardei), Italien) war ein italienischer Priester und Ordensgründer. Er wurde 2008 von der katholischen Kirche seliggesprochen.

## Leben
Francesco Pianzola wurde im Jahr 1907 zum Priester geweiht und zum Rektor des Heiligtums der Unbefleckten Jungfrau Maria in Vigevano ernannt. 1908 gründete er dort die Oblaten von der Unbefleckten Jungfrau Maria (it.: Padri Oblati diocesani dell’Immacolata) zum Zweck der Volksmission und der Jugendarbeit. Ihre Mitglieder lebten ohne Gelübde in Kommunitäten. Am 8. Mai 1919 gründete er die Kongregation der
Missionarinnen der Unbefleckten Königin des Friedens (it.: Suore Missionarie dell’Immacolata Regina della Pace, auch Suore Pianzoline genannt) als weiblicher Zweig seines Werkes. Die Suore Pianzoline dehnten sich in Europa und nach Lateinamerika und Afrika aus, wo sie heute noch wirken. Darüber hinaus gründete Francesco Pianzola zahlreiche Gebetsgruppen und sonstige Sodalitien. Schon zu Lebzeiten nannte man ihn den Apostel der Lomellina, der Region südwestlich von Mailand.
Francesco Pianzola wurde am 4. Oktober 2008 in Vigevano seliggesprochen. Sein Gedenktag in der Liturgie ist der 4. Juni.